# Melia (Gattung)
Melia ist eine Pflanzengattung in der Familie der Mahagonigewächse (Meliaceae). Die nur noch zwei Arten sind in der Paläotropis verbreitet.

## Beschreibung

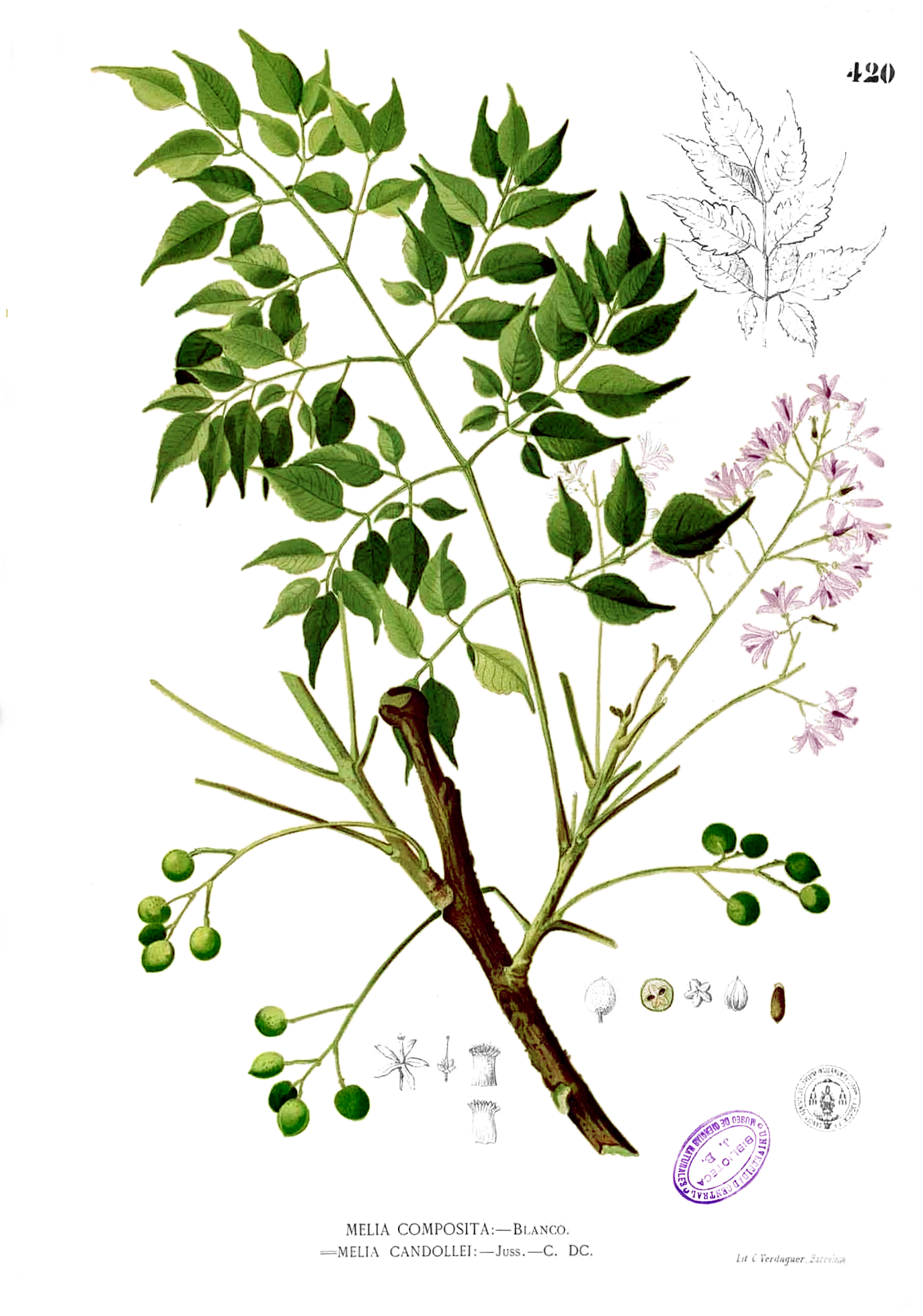
Illustration des Zedrachbaum (Melia azedarach) aus Blanco

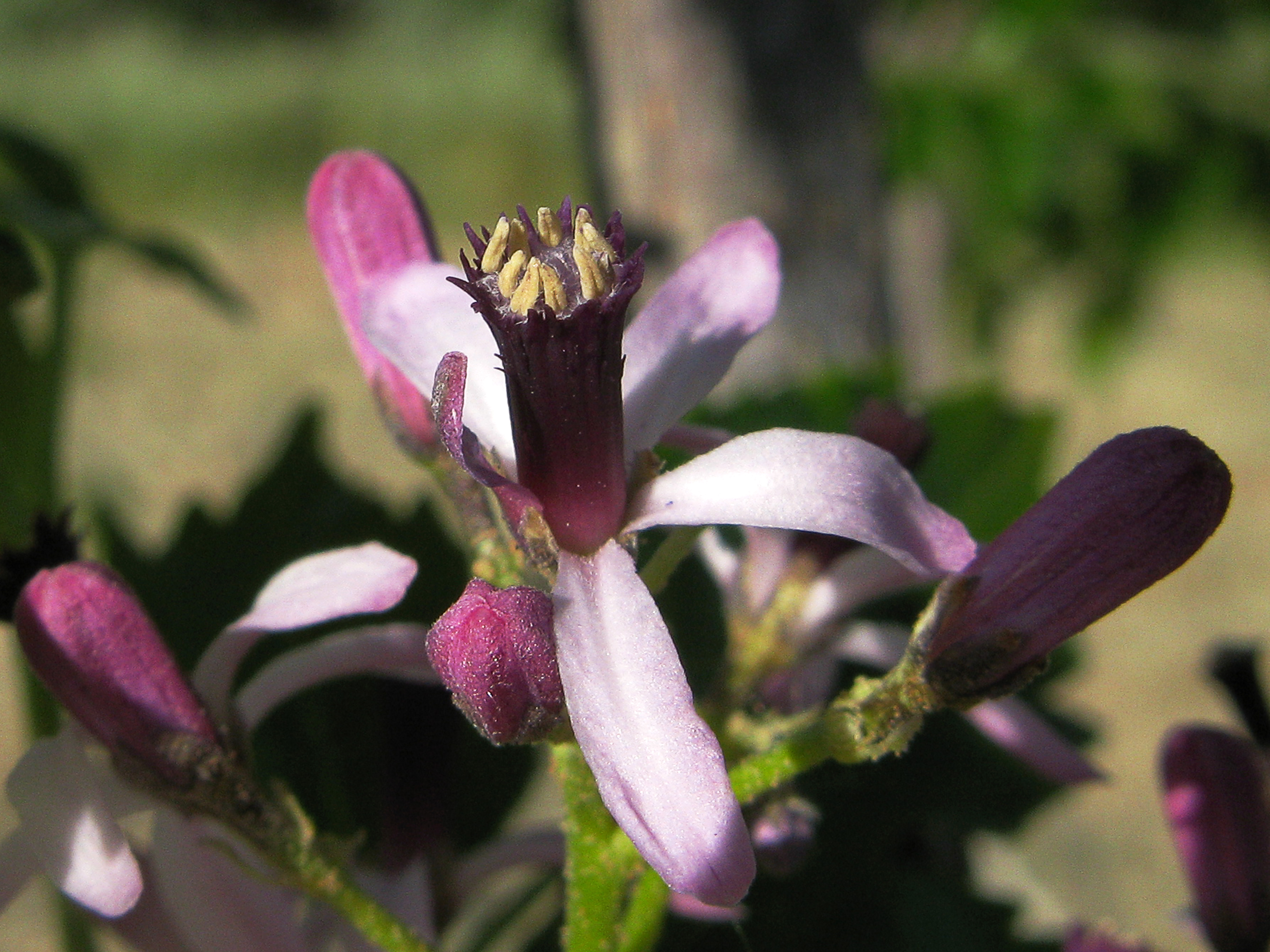
Blüte des Zedrachbaum (Melia azedarach) im Detail

### Vegetative Merkmale
Melia-Arten wachsen als meist laubabwerfende Bäume oder Sträucher. Die frisch gewachsenen Pflanzenteile sind mit meist sternförmigen und einfachen Haaren bedeckt. Auf den Zweigen sind Blattnarben und Lentizellen erkennbar.
Die wechselständig und spiralig an den Zweigen angeordneten Laubblätter sind in Blattstiel und Blattspreite gegliedert. Die Blattspreiten sind unregelmäßig zwei- oder dreifach gefiedert. Die Fiederblättchen sind gestielt. Die Ränder der Fiederblättchen sind gezähnt bis gelappt oder mehr oder weniger ganzrandig.

### Generative Merkmale
In seitenständigen, stark verzweigten, rispigen oder schirmrispigen Blütenständen sind in Dichasien viele Blüten angeordnet. Die meist zwittrigen oder selten eingeschlechtigen Blüten von Melia-Arten sind fünf- oder sechszählig mit doppelter Blütenhülle. Im Blütenkelch überlappen sich die Kelchlappen dachziegelartig. Die fünf oder sechs weißen oder purpurfarbenen Kronblätter sind linealisch-spatelförmig. Die zehn bis zwölf Staubblätter sind zu einer meist kurzen zylindrischen Staminalröhre verwachsen, die zehn- oder zwölfrippig ist und zehn- oder zwölflappig endet und oben eine verbreiterte Öffnung besitzt. Die Staubbeutel sind an der Innenseite der Staminalröhre zwischen den Staminalröhrenlappen inseriert. Der Diskus ist ringförmig. Der drei bis sechskammerige Fruchtknoten ist fast kugelig. Jede Fruchtknotenkammer enthält zwei Samenanlagen. Die kopfige Narbe ist drei bis sechslappig.
Die etwas fleischige Steinfrucht von Melia-Arten besitzt ein knochiges Endokarp. Die Samen hängen. Endosperm ist fleischig, dünn oder fehlt. Der Samen hat keinen Arillus (Samenmantel). Die dünnen Keimblätter (Kotyledonen) sind laubblattartig. Die Radicula ist zylindrisch.

## Systematik und Verbreitung
Die Gattung Melia wurde 1753 durch Carl von Linné mit der Typusart Melia azedarach L. in Species Plantarum, 1, Seite 384 aufgestellt. Der Gattungsname Melia leitet sich von μηλια ab, dem griechischen Namen, den Theophrastus (ca. 371 – ca. 287 v. Chr.) für die Baumart Esche (Fraxinus ornus) verwendete. Linné wählte diesen Namen, weil die gefiederten Laubblätter und die von den Blattachseln ausgehenden Blütenstände der Esche ähnlich sind. Synonyme für Melia azedarach L. sind: Antelaea Gaertn. nom. illeg., Azedarach Mill. nom. illeg., Zederachia Heist. ex Fabr. nom. illeg.
Nur die beiden Gattungen Melia und Azadirachta A.Juss. gehören zur Tribus Melieae in der Unterfamilie Melioideae innerhalb der Familie Meliaceae.
In der Gattung Melia gibt es je nach Autor nur ein, zwei oder drei Arten in der Paläotropis:
- Zedrachbaum (Melia azedarach L., Syn.: Melia azedarach var. intermedia (Makino) Makino, Melia azedarach var. subtripinnata Miq., Melia azedarach var. toosendan (Siebold & Zucc.) Makino, Melia japonica var. semperflorens Makino, Melia orientalis M.Roem., Melia toosendan Siebold & Zucc.)[5][9] Sie ist von Indien über den Himalaya (in Höhenlagen bis zu 1800 Metern) bis Australien und den Salomonen weitverbreitet. Sie wird in vielen Gebieten kultiviert und ist in vielen tropischen Gebieten ein Neophyt. Beispielsweise gilt sie in Südafrika als invasive Pflanzenart.[3]
- Melia volkensii Gürke: Sie gedeiht in Höhenlagen von 350 bis 1675 Metern hauptsächlich in laubabwerfenden Buschland auf rötlichen Böden über Kalkstein nur in Ostafrika.[3]